# قلعة جقة (مقاطعة ديواندرة)
قلعة جقة (بالفارسية: قلعه جقه) هي قرية تقع في قسم اوباتو (مقاطعة ديواندرة) في إيران. يقدر عدد سكانها بـ 427 نسمة بحسب إحصاء 2016.